# Gymnolaemata
Classe
Classification phylogénétique
- Bilatériens
  - Protostomiens
    - Chétognathes ?
    - Lophotrochozoaires
      - Ectoproctes
        - Sténolémés
        - Gymnolémés
        - Phylactolémés

      - Rhombozoaires
      - Platyzoaires
      - Phoronozoaires
      - Eutrochozoaires

    - Ecdysozoaires
    - Mésozoaires

  - Deutérostomiens

Les Gymnolaemata (gymnolémés en français) sont l'une des trois classes de Bryozoaires.

## Description et caractéristiques

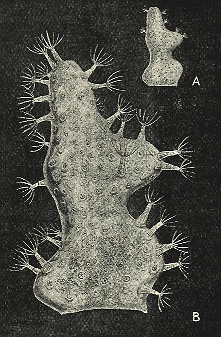
Alcyonidium gelatinosum.

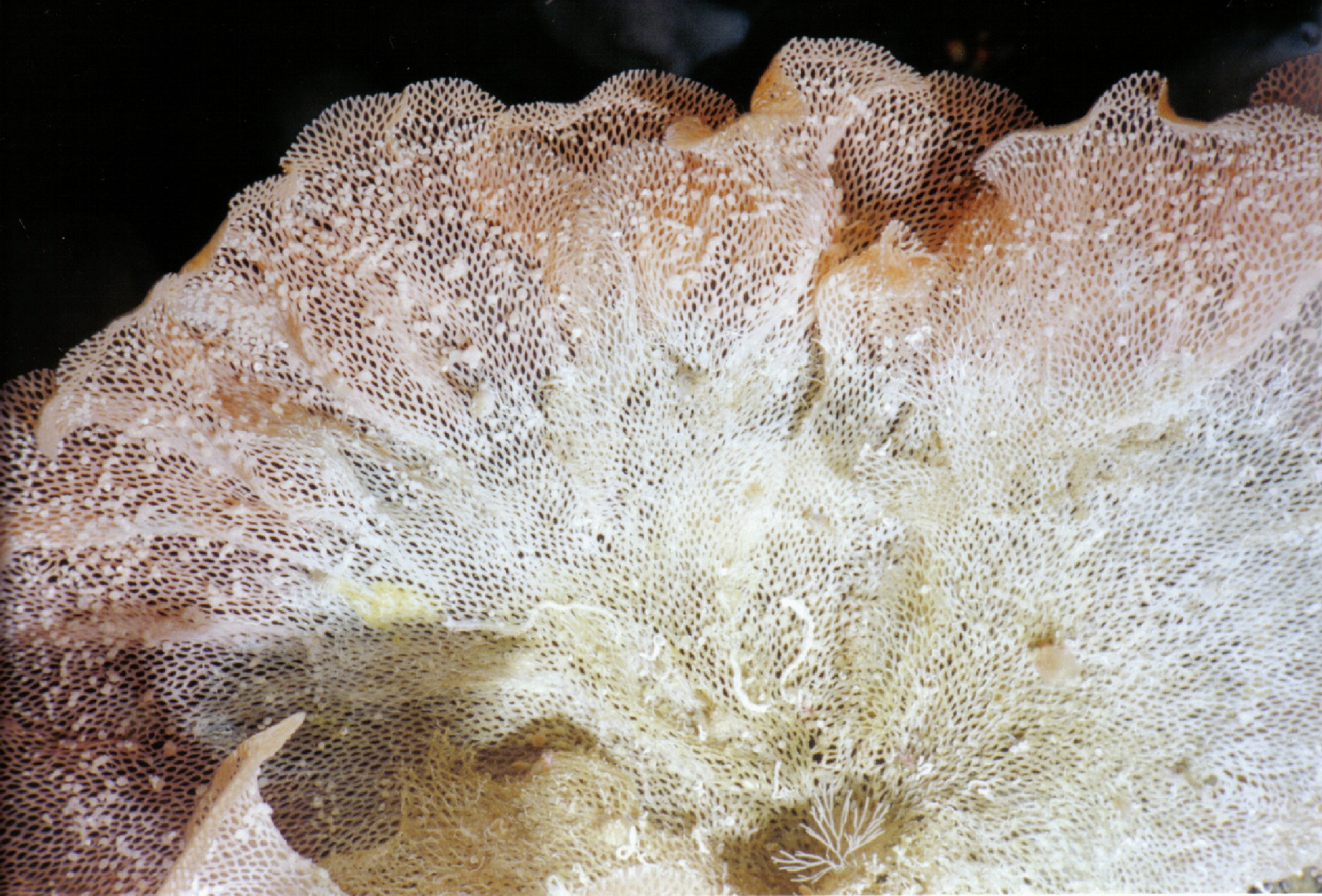
Sertella septentrionalis (Reteporidae).

Ces animaux à zoïdes cylindriques ou aplatis sont principalement marins. La couronne tentaculaire en forme de cercle n'est pas reliée par une membrane commune mais est mue par des muscles poussant sur une paroi frontale. 

## Taxinomie
Ils incluent la plupart des espèces actuelles et sont classiquement divisés en deux ordres et douze sous-ordres :
- les cténostomés (Ctenostomata) : ovovivipares, non calcifiés, certains se protègent en creusant le substrat calcaire. (Ordovicien - Récent)
  - les alcyonidiines (Alcyonidiina ; super-famille des Alcyonidioidea)
  - les flustrellidrines (Flustrellidrina ; super-famille des Flustrellidroidea, Haywardozoonoidea)
  - les victorellines (Victorellina ; super-famille des Victorelloidea)
  - les paludicellines (Paludicellina ; super-famille des Paludicelloidea)
  - les vésicularines (Vesicularina ; super-famille des Vesicularioidea)
  - les stoloniférines (Stoloniferina) :
    - super-famille des Triticelloidea
    - super-famille des Aeverrillioidea
    - super-famille des Valkerioidea
    - super-famille des Arachnidioidea
    - super-famille des Terebriporoidea
    - super-famille des Hislopioidea
    - super-famille des Penetrantiina
- les cheilostomés (Cheilostomata) : calcifiés, généralement refermés derrière des opercules ; les œufs sont protégés dans des ovicelles. (Jurassique - Récent)
  - les protocheilostomatines (Protocheilostomatina) :
    - super-famille des Labiostomelloidea

  - les inovicellines (Inovicellina) :
    - super-famille des Aeteoidea (Étéoïdés)

  - les scrupariines (Scrupariina) :
    - super-famille des Scruparioidea

  - les malacostégines (Malacostegina) :
    - super-famille des Electroidea

  - les néocheilostomines (Neocheilostomina) :
    - infra-ordre des Flustrina
      - super-famille des Calloporoidea

    - infra-ordre des Cellulariomorpha
      - super-famille des Buguloidea
      - super-famille des Microporoidea
      - super-famille des Cellarioidea

  - les Ascophorines (Ascophorina) :
    - infra-ordre des Acanthostegomorpha
      - super-famille des Cribrilinoidea
      - super-famille des Bifaxarioidea
      - super-famille des Nephroporoidea
      - super-famille des Catenicelloidea

    - infra-ordre des Hippothoomorpha
      - super-famille des Hippothooidea

    - infra-ordre des Umbonulomorpha
      - super-famille des Arachnopusioidea
      - super-famille des Adeonoidea
      - super-famille des Pseudolepralioidea
      - super-famille des Lepralielloidea ou Umbonuloidea
      - super-famille des Chlidoniopsoidea

    - infra-ordre des Lepraliomorpha
      - super-famille des Smittinoidea
      - super-famille des Schizoporelloidea
      - super-famille des Urceoliporoidea
      - super-famille des Didymoselloidea
      - super-famille des Euthyriselloidea
      - super-famille des Siphonicytaroidea
      - super-famille des Mamilloporoidea
      - super-famille des Celleporoidea
      - super-famille des Conescharellinoidea

Selon World Register of Marine Species (1 mars 2016) :
- ordre Cheilostomatida Busk, 1852
  - sous-ordre Belluloporina
  - sous-ordre Flustrina
  - sous-ordre Inovicellina
  - sous-ordre Malacostegina
  - sous-ordre Scrupariina
  - sous-ordre Tendrina
  - sous-ordre Thalamoporellina
- ordre Ctenostomatida Busk, 1852
  - sous-ordre Alcyonidiina
  - super-famille Benedeniporoidea Delage & Hérouard, 1897
  - sous-ordre Flustrellidrina
  - sous-ordre Paludicellina
  - sous-ordre Stolonifera
  - sous-ordre Stoloniferina
  - sous-ordre Vesicularina
  - sous-ordre Victorellina

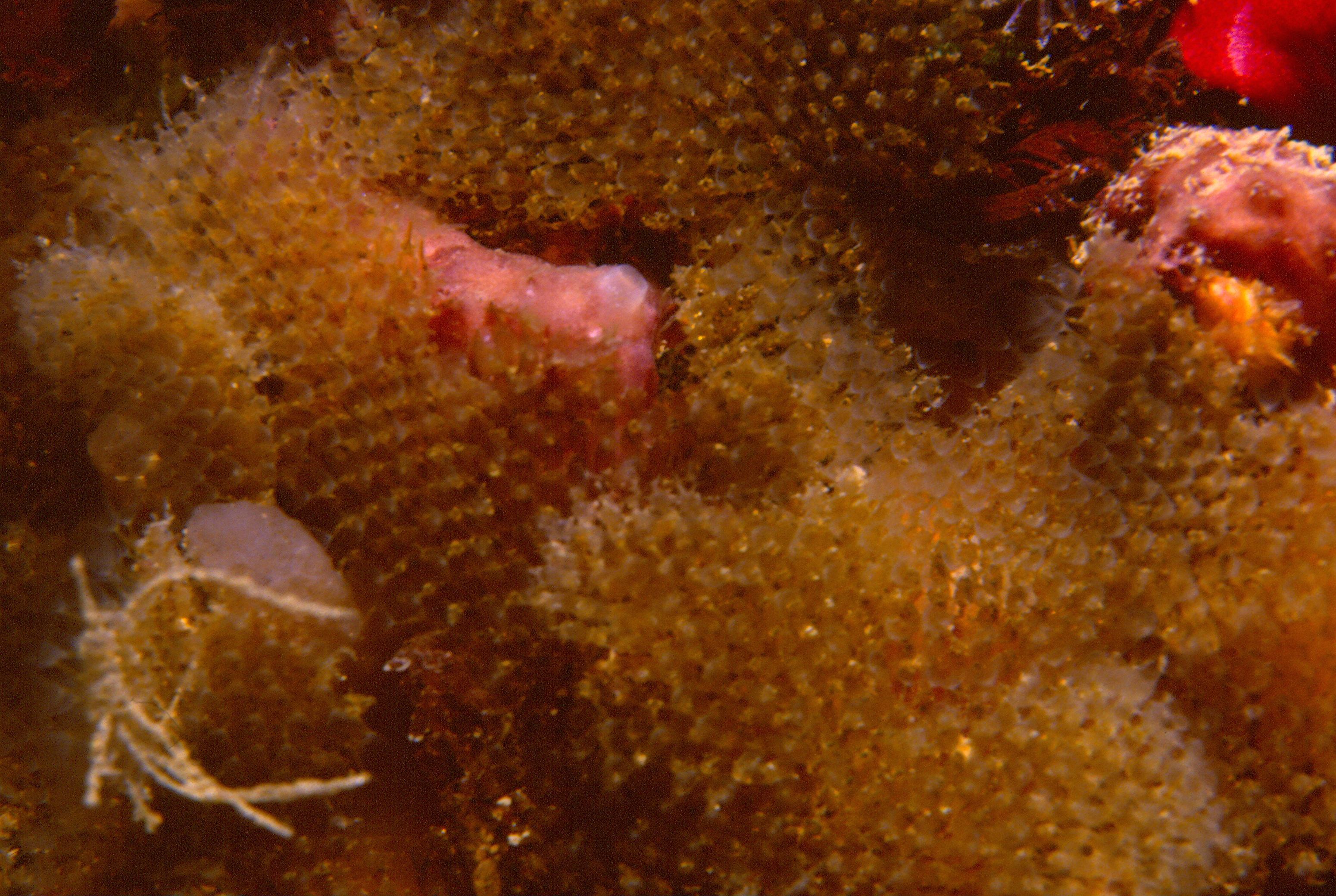
Beania magellanica (Beaniidae).
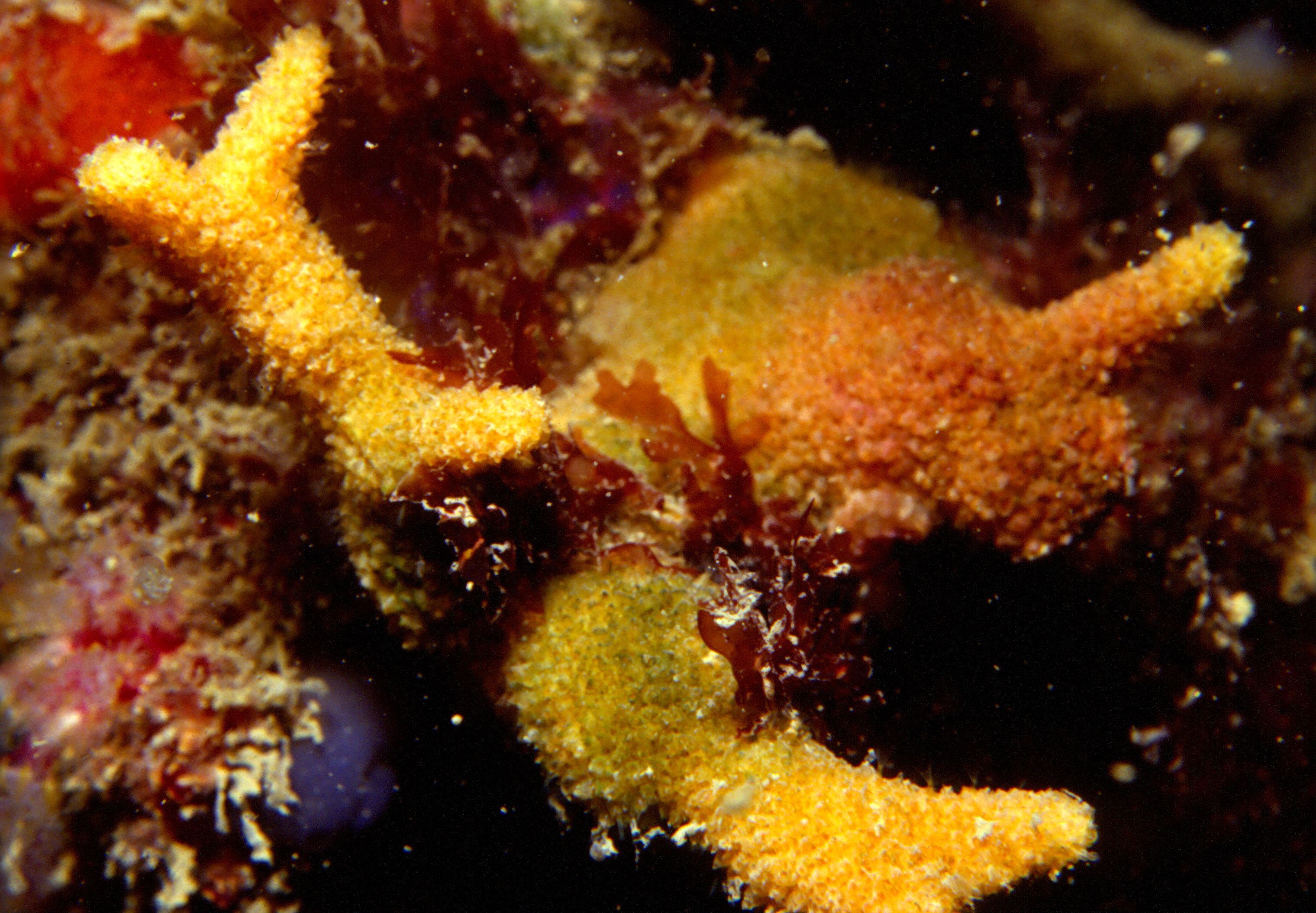
Schismopora armata (Celleporidae).
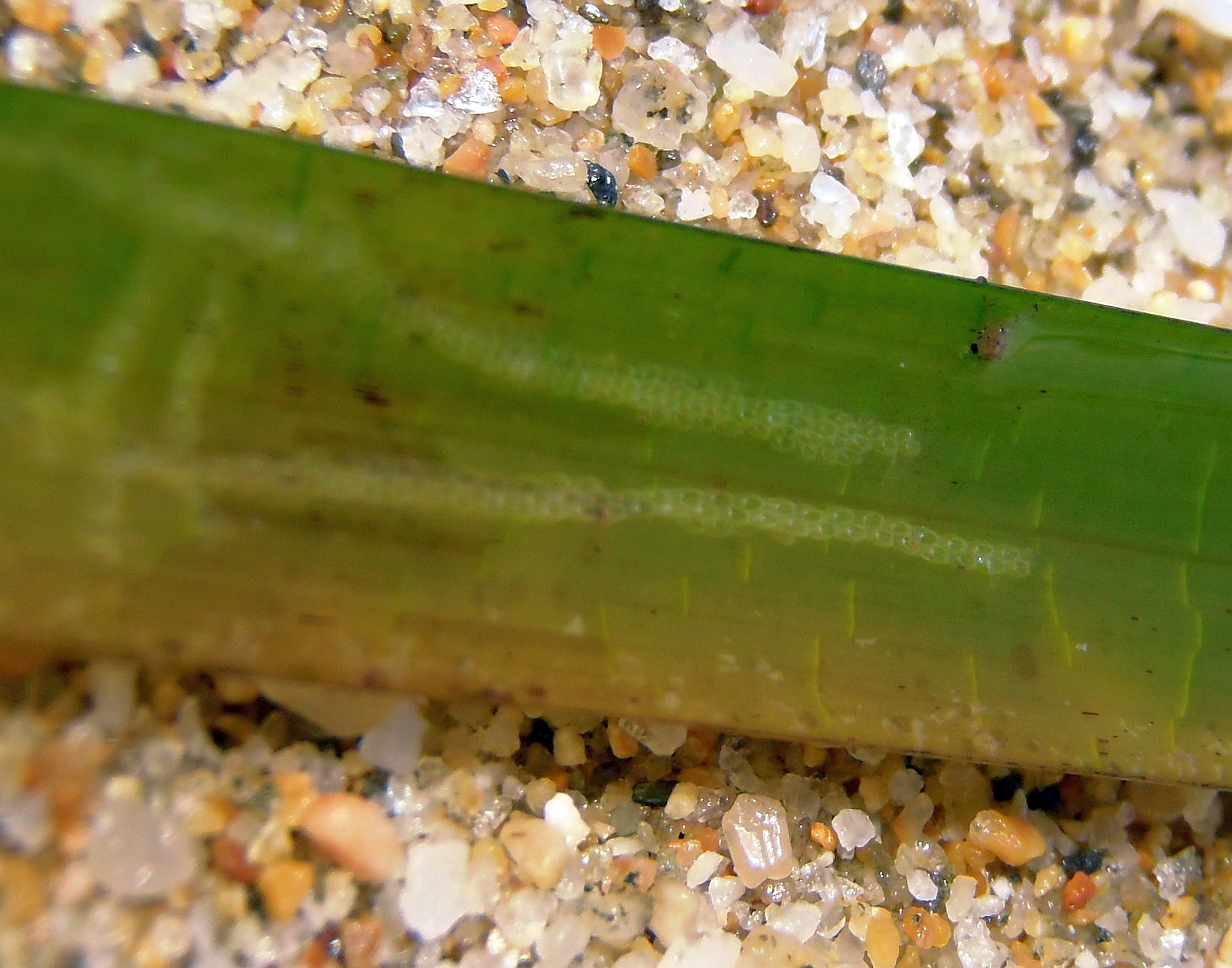
Electra posidoniae (Electridae).
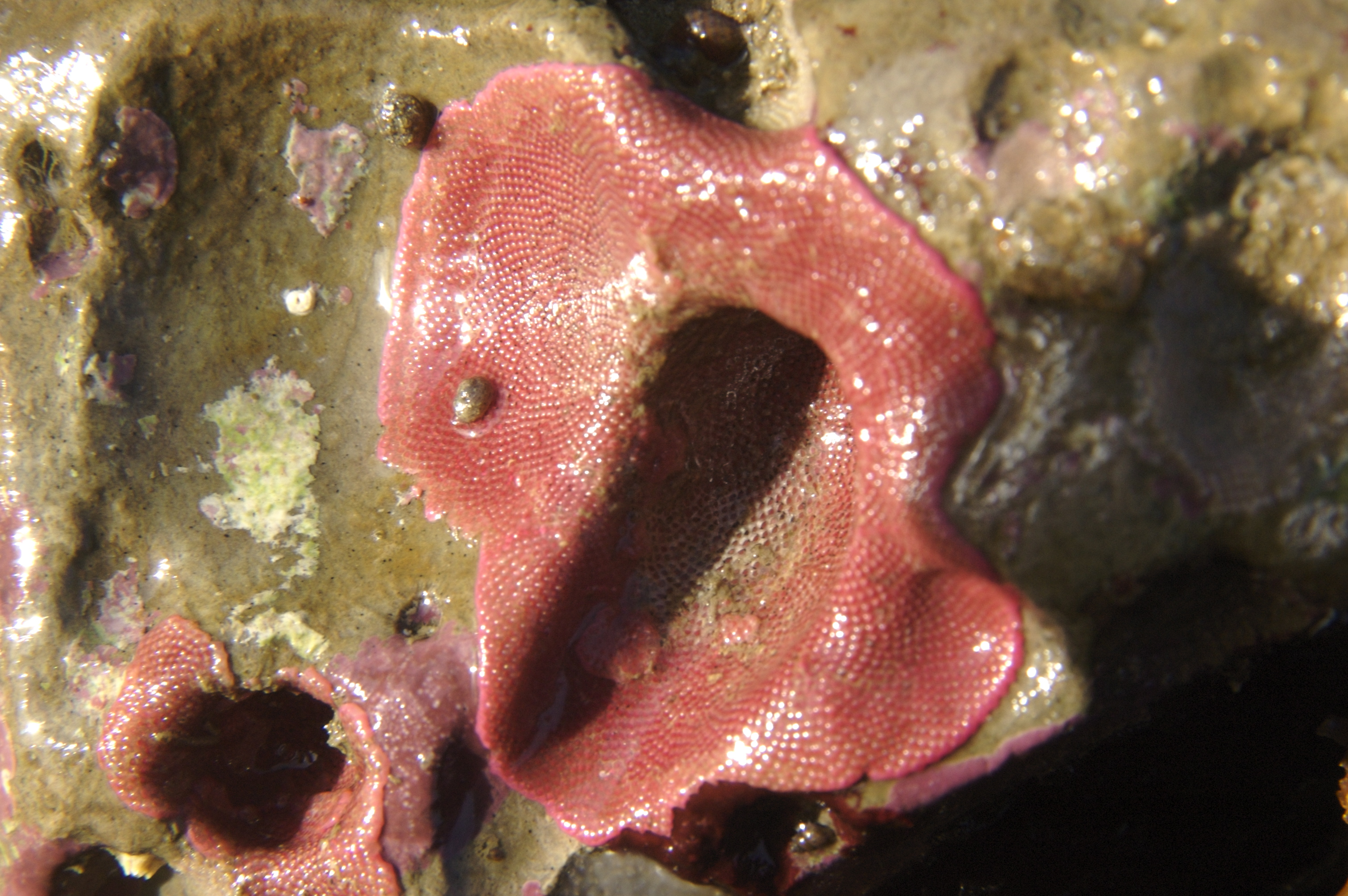
Eurystomella bilabiata (Eurystomellidae).
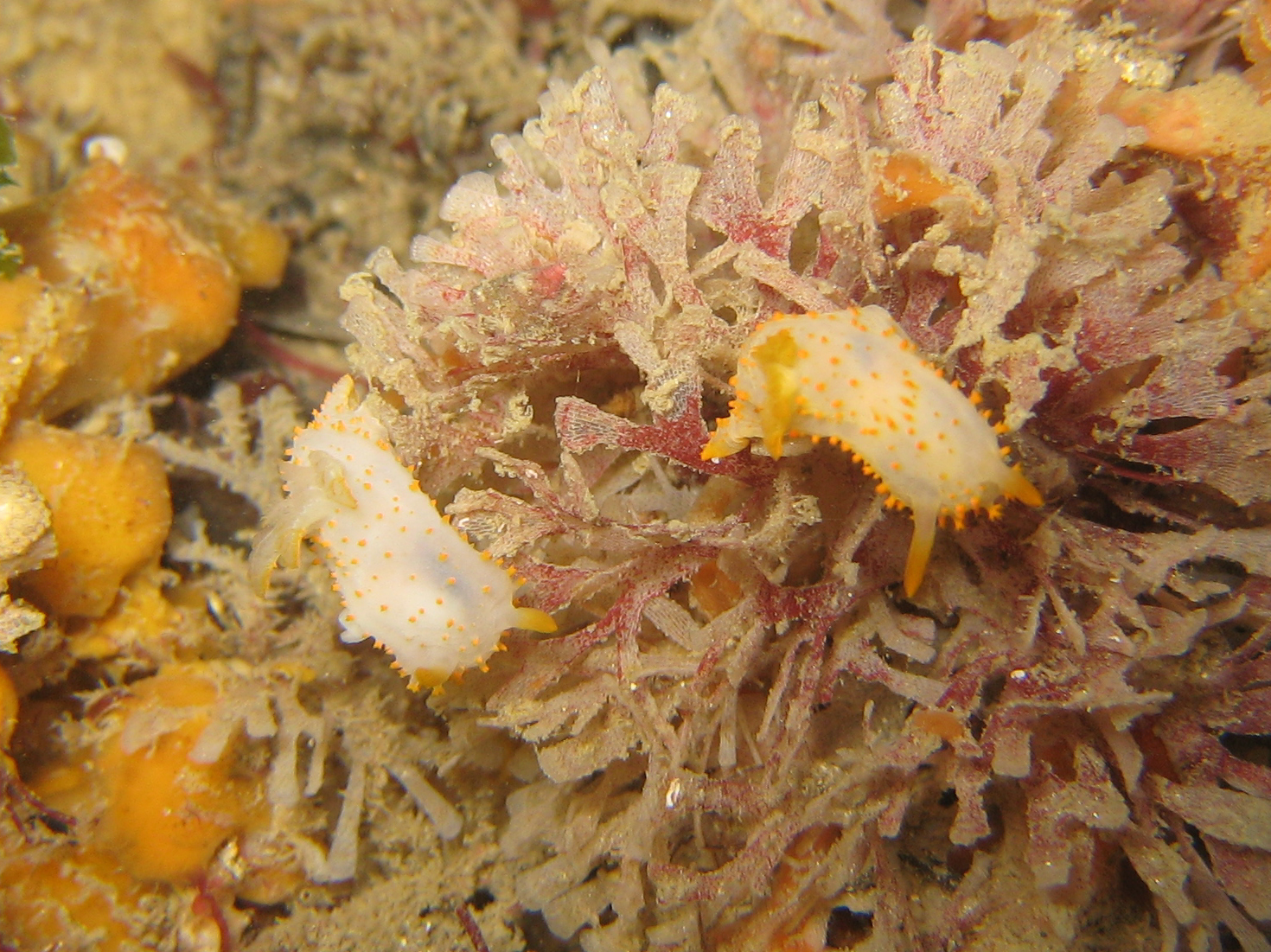
Chartella papyracea (Flustridae).
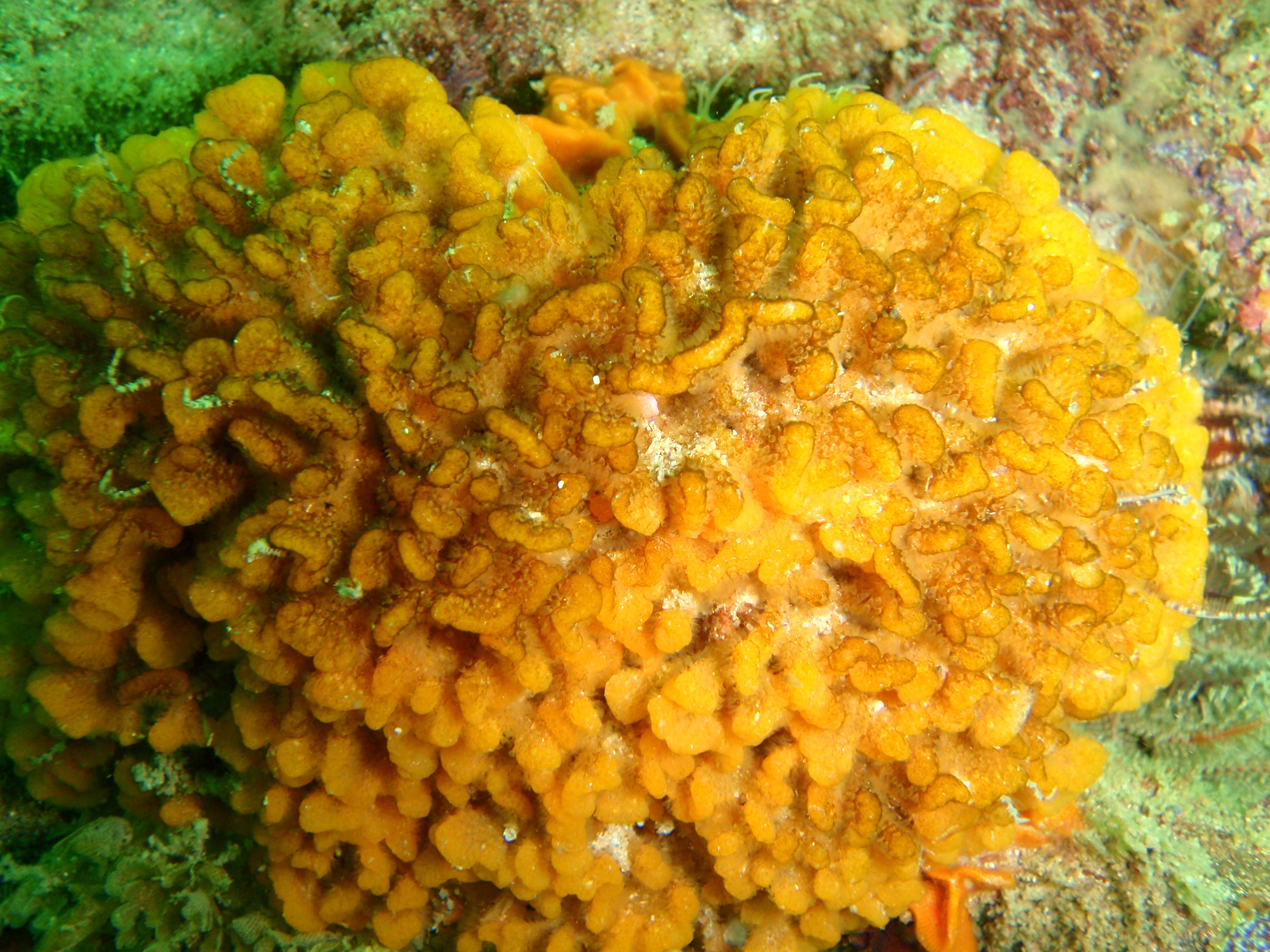
Gigantopora polymorpha (Gigantoporidae).
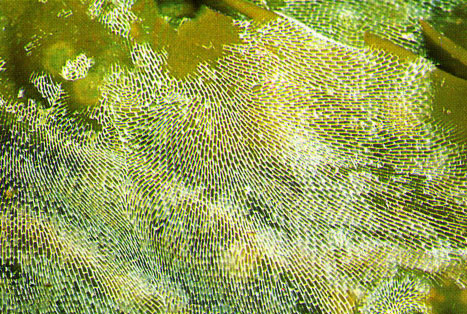
Membranipora membranacea (Membraniporidae).
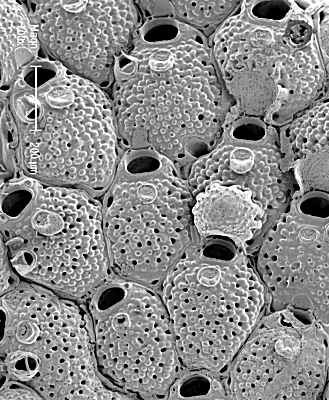
Microporella lunifera (Microporellidae).
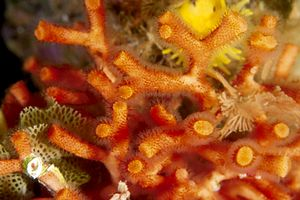
Myriapora truncata (Myriaporidae).
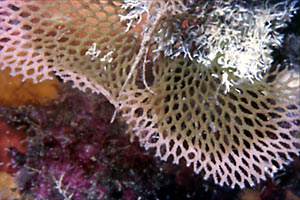
Reteporella grimaldii (Phidoloporidae).
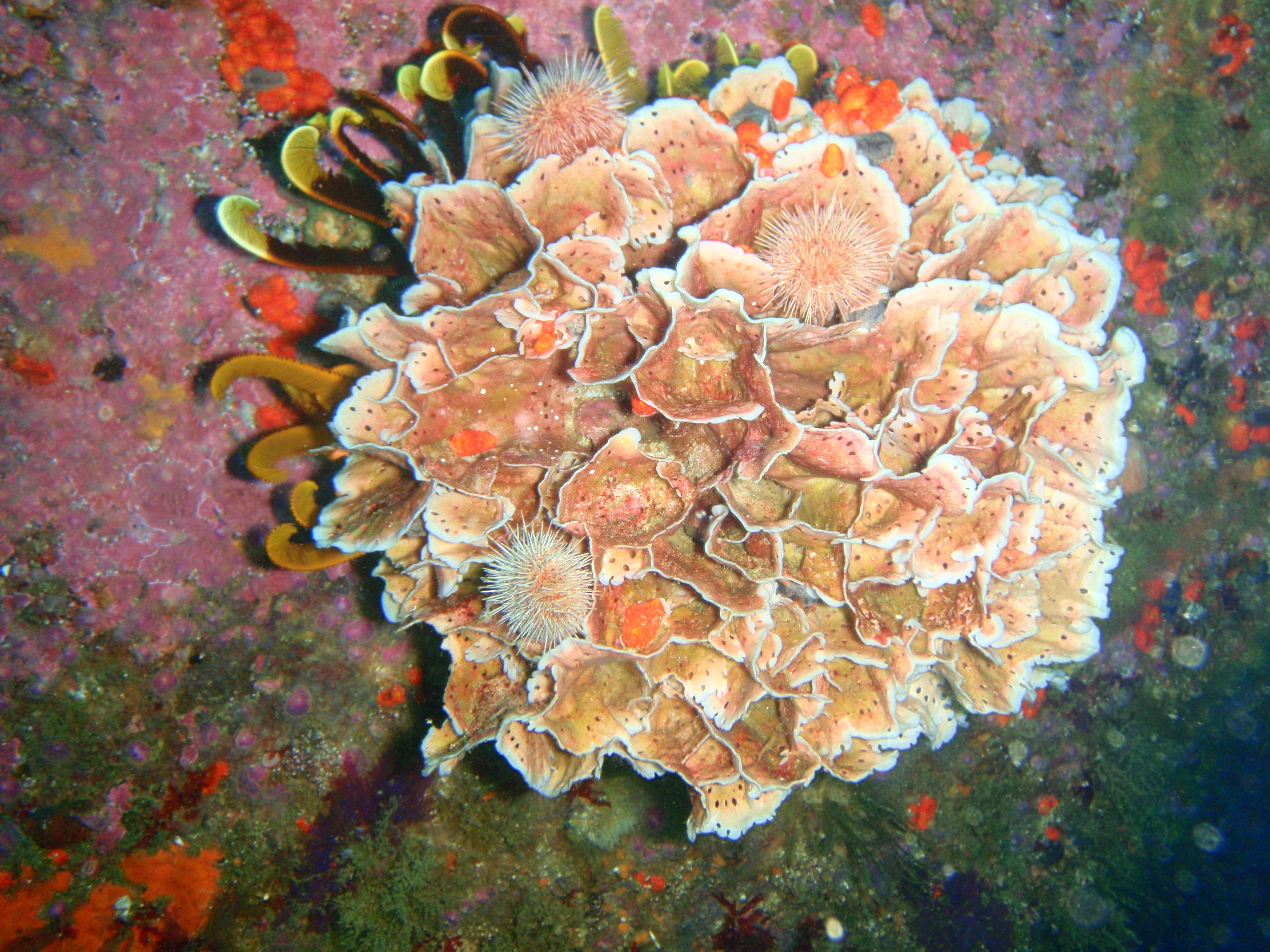
Schizoretepora tessellata (Phidoloporidae).
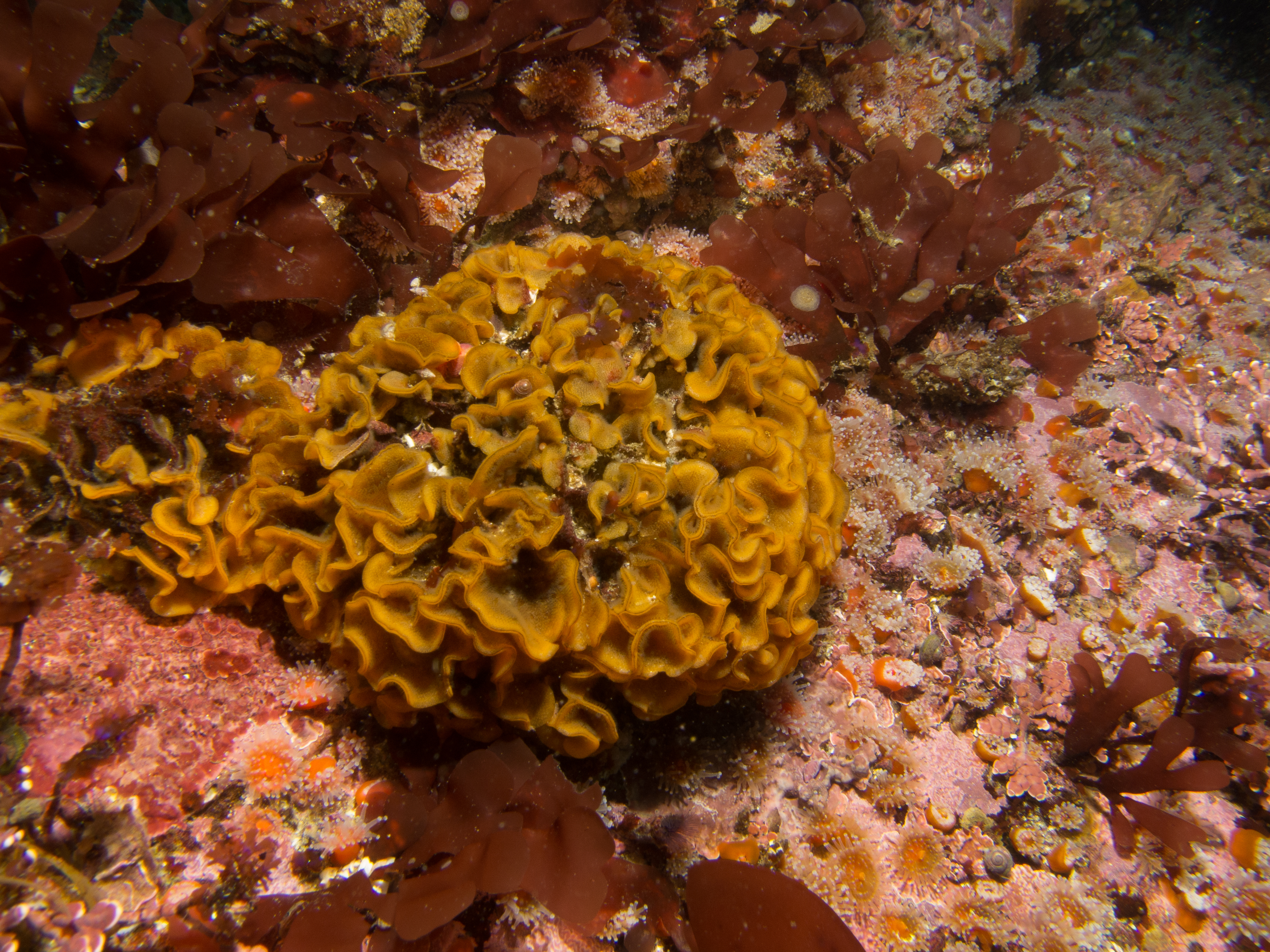
Hippodiplosia insculpta (Schizoporellidae).
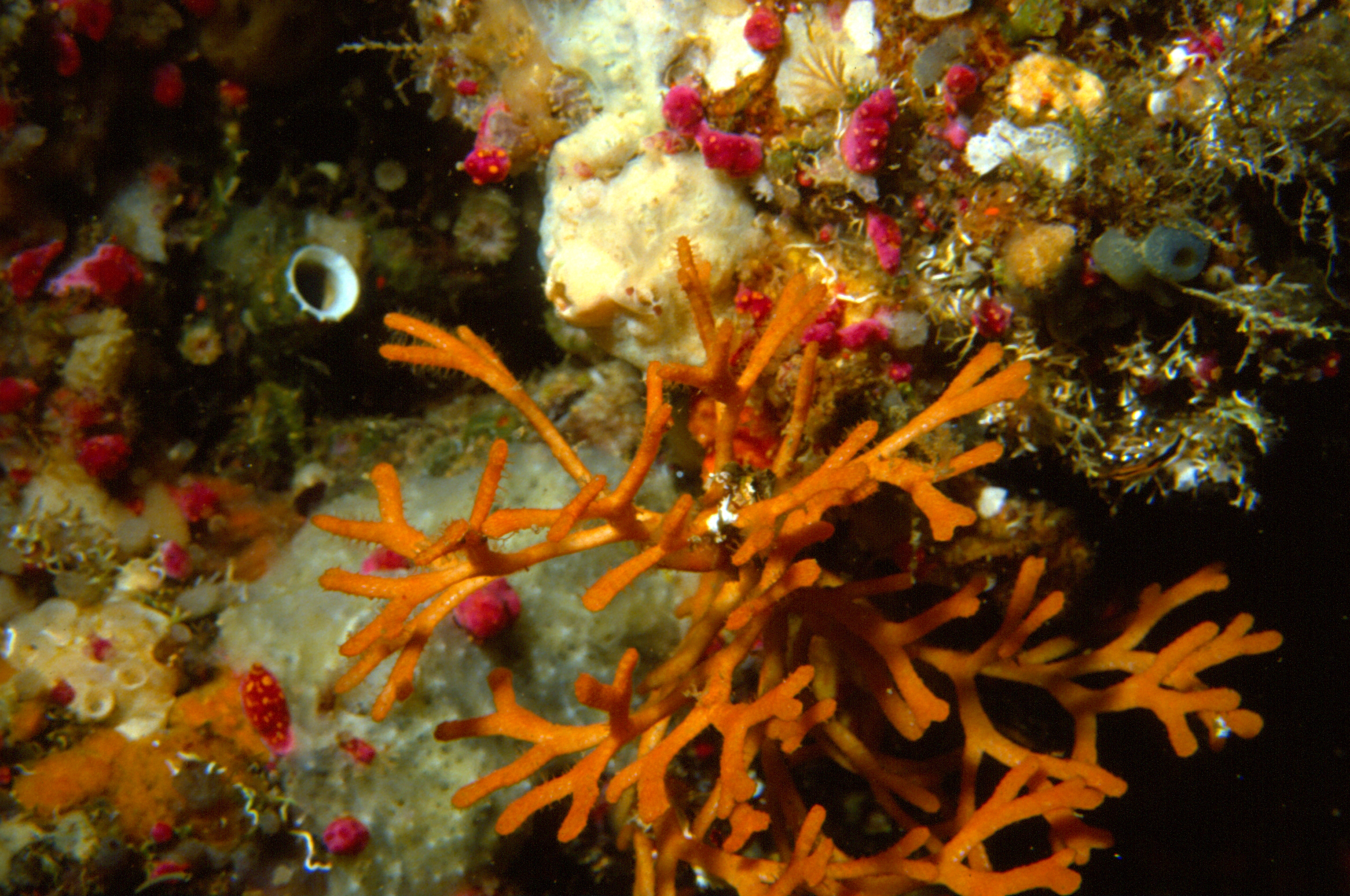
Smittina cervicornis (Smittinidae).